# Zubielqui
Zubielqui (Zubielki en euskera) es un concejo del municipio español de Allín, en la Comunidad Foral de Navarra. En 2008 tenía una población de 108 habitantes (INE).

## Toponimia
El nombre de Zubielqui proviene del euskera zubi ‘puente’ y elki ‘salir’, y significa ‘salida del puente’ o ‘puente salido’.
En documentación antigua figura como Çubielqui, Cuuielque (siglo XI-XIV, 1366, NEN), Çuvielque, Çuvielqui (1268, 1280, NEN) y Zubielque (1591, NEN).

## Demografía
| 2000 | 2001 | 2002 | 2003 | 2004 | 2005 | 2006 | 2007 | 2008 |
| ---- | ---- | ---- | ---- | ---- | ---- | ---- | ---- | ---- |
| 87   | 82   | 78   | 84   | 84   | 105  | 102  | 113  | 108  |

## Arte

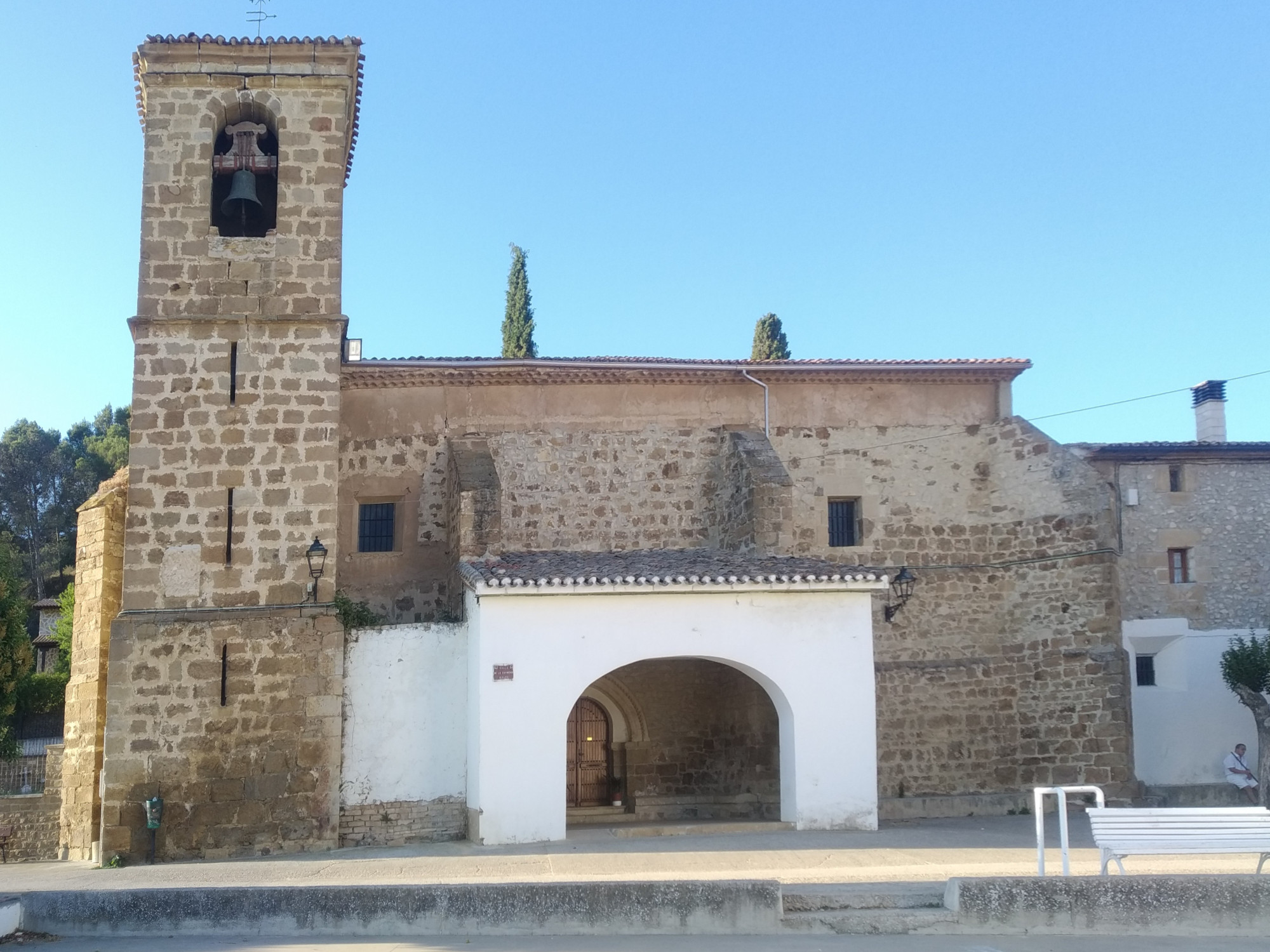
Iglesia de Zubielqui

- Iglesia de la Asunción de Santa María, del siglo XIII con importantes reformas del XVI.[1]
- Ermita de Santa Apolonia, del siglo XVI.

## Cultura
Fiestas patronales en honor de la Asunción el 15 de agosto.